# Vince Coleman (répartiteur de train)
Pour l’article homonyme, voir Vince Coleman.
Patrick Vincent « Vince » Coleman, né le 13 mars 1872 et mort le 6 décembre 1917 en Nouvelle-Écosse, est un répartiteur de trains canadien.
Travaillant pour les Canadian Government Railways, il meurt dans l'explosion d'Halifax après avoir envoyé un message à un train de passagers arrivant pour qu'il s'arrête et reste hors de portée de l'explosion.
Il est connu aujourd'hui comme l'une des figures héroïques de ce désastre.

## Événements
Le matin du 6 décembre 1917, Coleman et le greffier en chef William Lovett travaillent dans la gare de Richmond (en). De là, les trains sont contrôlés sur la ligne principale vers Halifax. La ligne longe la rive ouest du bassin de Bedford, de la gare de Rockingham (en) jusqu'au terminal des passagers de la ville, à la gare de North Street (en), située à un mille au sud de la gare de Richmond. Coleman est un répartiteur expérimenté qui avait été félicité quelques années auparavant pour avoir aidé à arrêter en toute sécurité un train en fuite (en).
Vers 8h45, le SS Mont-Blanc, un navire français de transport de munitions transportant une cargaison d'explosifs de New York vers Bordeaux, entre en collision avec un navire norvégien, le SS Imo. Immédiatement après, le Mont-Blanc prit feu, et l'équipage abandonna le navire. En quelques minutes, le navire dériva du milieu du chenal jusqu'au quai 6 à l'étale de marée et s'échoua. Un marin, qui aurait été envoyé à terre par un officier de marine, avertit alors Coleman et Lovett de sa cargaison d'explosifs.
Avant de quitter le bureau, Lovett appelle l'agent du terminal CGR Henry Dustan pour l'avertir de la présence d'un navire en feu chargé d'explosifs. Après avoir envoyé le message, Coleman et Lovett auraient quitté le dépôt CGR. Cependant, le répartiteur retourne au bureau du télégraphe et continue à envoyer des messages d'avertissement le long de la voie ferrée jusqu'à Truro pour arrêter les trains en direction de Halifax, dont notamment le train express de nuit numéro 10 de Saint-Jean (Nouveau-Brunswick) qui devait arriver à 8h55 et qui transporte près de 300 passagers. Une version acceptée[Quoi ?] du message en morse de Coleman se lit comme suit :
EN: "Hold up the train. Ammunition ship afire in harbour making for Pier 6 and will explode. Guess this will be my last message. Good-bye, boys."
FR: "Retenez le train. Un navire de munitions prend feu dans le port en direction du quai 6 et va exploser. Je suppose que ceci sera mon dernier message. Au revoir, les gars."